# Берлінська обсерваторія
Берлінська обсерваторія (нім. Berliner Sternwarte) — обсерваторія, яка існувала протягом 1711-1913 років у тодішніх передмістях Берліна, код Центру малих планет: 548. Пізніше обсерваторію переміщено в Бабельсберг.

## Коротка історія
Проєкт створення державної обсерваторії в Пруссії з'явився 1700 року, коли з ініціативи Лейбніца засновано Прусську академію наук, тим більше що в складі Академії був астроном (Готфрід Кірх). Але через мізерне фінансування академія довгий час була змушена використовувати невелику приватну обсерваторію в Берлінському передмісті. Тільки 1835 року почалося зведення спеціальної будівлі в районі Фрідріхштадт, за проєктом Карла Фрідріха Шинкеля. Першим директором нової обсерваторії став Йоганн Франц Енке (формально — від 1825 року). Він же керував випуском астрономічного журналу «Berliner astronomisches Jahrbuch».
У міру зростання міста умови астрономічних спостережень погіршувалися, і 1913 року основна частина обсерваторії перемістилася в Бабельсберг (код Міжнародного астрономічного союзу: 536).
Від 1992 року обсерваторією керує Потсдамський астрофізичний інститут.

## Директори обсерваторії
- Йоганн Франц Енке
- Герман Оттович Струве
- Пауль Гутник
- Йоганн Елерт Боде

## Наукові досягнення
- Йоганн Енке займався досліджував у цій обсерваторії кільця Сатурна. На згадку про його праці ім'ям ученого названа «щілину Енке».
- Йоганн Ґалле 1846 році, завдяки обчисленням Левер'є, відкрив планету Нептун.
- Артур фон Ауверс після багаторічної праці (1866–1900) опублікував каталог 170000 зірок (Fundamental-Catalog für Zonenbeobachtungen am Südhimmel und südlicher Polar-Catalog für die Epoche 1900).